# I guardiani del cielo
I guardiani del cielo è una miniserie televisiva in due puntate del 1999, diretta da Alberto Negrin e tra gli altri interpretato da Ben Cross e Peter Weller. La sceneggiatura è stata scritta da George Eastman, da Negrin e Luigi Montefiori, ed è basata sul romanzo La torre della solitudine di Valerio Massimo Manfredi. La colonna sonora, composta da Ennio Morricone, comprende la canzone And will you love me?, cantata da Antonella Ruggiero.

## Trama
Diane, una giovane e attraente archeologa, è intenzionata a svelare il mistero legato a suo padre, lo scienziato dottor Shannon, scomparso in Africa durante la ricerca della "Torre del Primo Nato", un luogo misterioso che secondo antiche leggende custodirebbe il segreto dello spazio e del tempo, e donerebbe conoscenza e saggezza. Diane intraprende il viaggio ignorando gli avvertimenti degli amici e superando diversi pericoli, scontrandosi con uno sceicco e la sua orda di selvaggi predoni del deserto, e conoscendo il coraggioso ufficiale Léon al comando della legione straniera. Infine, insieme a Rashid, un misterioso principe del deserto nonché amico del padre scomparso, Diane trova il luogo misterioso e suo padre.